# Malinnik (Białoruś)
Malinnik (biał. Маліннік; ros. Малинник) – wieś na Białorusi, w obwodzie mohylewskim, w rejonie mohylewskim, w sielsowiecie Zawadskaja Słabada.